# ニコラ・イェルカン
ニコラ・イェルカン（Nikola Jerkan、1964年12月8日 - ）は、クロアチア (旧ユーゴスラビア)・スプリト出身の元同国代表サッカー選手。現役時代のポジションはDF。

## 経歴
NKユナク・シニというクラブでキャリアをスタートさせ、1982年にNKザグレブでプロデビューを果たした。1990年、クロアチア (当時はユーゴスラビア)での成績を買われてスペインのレアル・オビエドへと移籍すると、1シーズン目からリーグ戦34試合に出場し、翌シーズンのUEFAカップ出場権獲得に貢献した。そのUEFAカップではベスト32で敗退し、キャリア初の国際舞台はすぐに終わりを迎えたが、シーズン終了後にクロアチア代表から初招集を受けた。その後のもオビエドでレギュラーとしてプレーし続け、在籍5シーズンでリーグ戦通算203試合に出場した。
1996年の夏、プレミアリーグのノッティンガム・フォレストFCに移籍した。しかし、ノッティンガム・フォレストでは出場機会に恵まれず、1997-98シーズンはSKラピード・ウィーンにレンタル移籍をした。
1999年、ベルギーのシャルルロワSCに移籍し、1シーズンプレーして現役から引退した。現役引退後はスペインで生活している
クロアチア代表としては1996年にUEFA EURO '96に参加し、グループステージ3試合に出場した。